# Насыпновский сельский совет

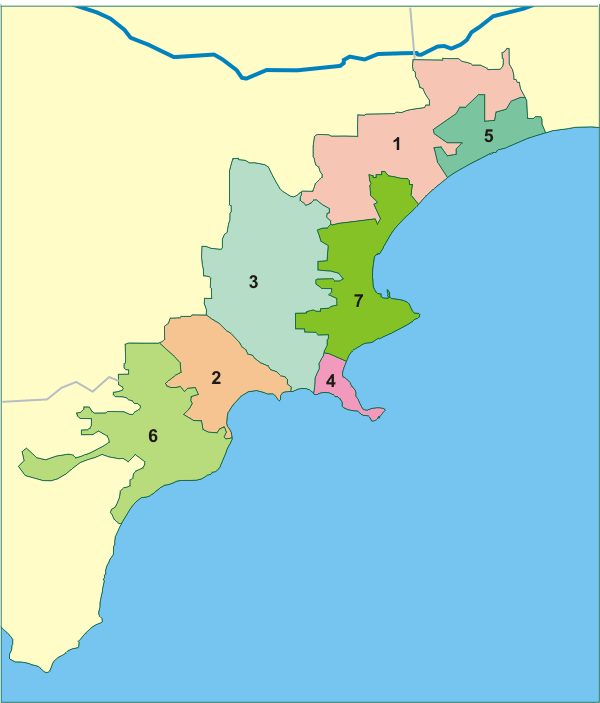
Административное деление Феодосийского горсовета. 1 — Береговой, 2 — Коктебельский, 3 — Насыпновский, 4 — Орджоникидзевский, 5 — Приморский, 6 — Щебетовский

Насыпновский сельский совет (укр. Насипнівська сільська рада, крымскотат. Nasipköy köy şurası) — административно-территориальная единица Феодосийского горсовета АР Крым, примыкая с запада к Феодосии. Население по переписи 2001 года — 6813 человек.
К 2014 году сельсовет состоял из 7 сёл:
- Ближнее
- Виноградное
- Насыпное
- Пионерское
- Подгорное
- Солнечное
- Южное

## История
Насыпкойский сельсовет был образован в начале 1920-х годов в составе Владиславовского района Феодосийского уезда. Декретом ВЦИК от 4 сентября 1924 года «Об упразднении некоторых районов Автономной Крымской С. С. Р.» в октябре 1924 года район был преобразован в Феодосийский и совет включили в его состав. По результатам всесоюзной переписи 17 декабря 1926 года Насыпкойский сельский совет включал 2 села — Байбуга Дальняя с 406 жителями, Насыпкой — 402 человека, также артель Красноармеец — 26 жителей и шоссейную будку с населением 3 человека. Постановлением ВЦИК «О реорганизации сети районов Крымской АССР» от 30 октября 1930 года (по другим сведениям 15 сентября 1931 года Феодосийский район был упразднён и сельсовет включили в состав Старо-Крымского, а с образованием в 1935 году Кировского — в состав нового района. Указом Президиума Верховного Совета РСФСР от 21 августа 1945 года Насыпкойский сельсовет был переименован в Насыпновский. С 25 июня 1946 года Насыпновский сельсовет в составе Крымской области РСФСР, а 26 апреля 1954 года Крымская область была передана из состава РСФСР в состав УССР. Время переподчинения Феодосийскому горсовету пока не установлено: на 15 июня 1960 года сельсовет уже числился в нём и в составе совета записаны следующие населённые пункты:

| - Ближнее - Виноградное - Насыпное | - Пионерское - Подгорное - Южное |

Указом Президиума Верховного Совета УССР «Об укрупнении сельских районов Крымской области», от 30 декабря 1962 года Феодосийский горсовет был упразднён и Насыпновский сельский совет присоединили к Алуштинскому району. 1 января 1965 года, указом Президиума ВС УССР «О внесении изменений в административное районирование УССР — по Крымской области», вновь включили в состав Феодосийского горсовета. К 1968 году создано село Солнечное, включённое в состав сельсовета и совет обрёл современный состав. С 12 февраля 1991 года сельсовет в восстановленной Крымской АССР, 26 февраля 1992 года переименованной в Автономную Республику Крым. С 21 марта 2014 года в составе Крыма аннексирован Россией, с 5 июня 2014 года Насыпновский сельский совет был упразднён, а его территория входит в городской округ Феодосия.